# Communauté de biens de l'Église de Jérusalem
La communauté de biens de l'Église de Jérusalem désigne l'apport des chrétiens de Jérusalem à vendre toutes leurs richesses et à partager leurs ressources avec les nécessiteux, rapportés dans les Actes des Apôtres (Ac.2,44-45, Ac.4,32-37). Cette pratique a été suivie principalement par des communautés religieuses de l’Église catholique.

## Origines

### Les textes sur la communauté de biens
L'expression « ils ont tout en commun » se retrouve presque mot à mot dans les passages Ac.2,44-45 et Ac.4,32-35. Ce sont des résumés formellement, textuellement et conceptuellement étroitement apparentés. L'évangéliste Luc est censé être leur auteur commun.
En connexion directe avec le miracle de la Pentecôte et de la première prédication de Simon Pierre, les Actes des Apôtres, 2,42-47 résument les principales caractéristiques de la communauté des premiers chrétiens de Jérusalem :
« Ils sont assidus aux prédications des Apôtres, aux réunions communes, à la fraction du pain et aux prières. Et la crainte est dans toutes les âmes, et beaucoup de prodiges et de miracles se font par les Apôtres. Tous ceux qui croient vivent ensemble, et ils ont tout en commun. Ils vendent leurs terres et leurs biens, et ils en partagent le prix entre tous, selon les besoins de chacun. Chaque jour, tous ensemble, ils fréquentent le temple, et, rompant leur pain dans leurs maisons, ils prennent leur nourriture avec joie et simplicité, louant Dieu et ayant la faveur de tout le peuple. Et le Seigneur ajoute chaque jour au nombre de ceux qui sont dans la voie du salut. »
Le mot grec koinonia (communauté) n'est utilisé par Luc qu'ici. Comme l'affirme la tournure hapanta koina (tout en commun), cela ne signifiie pas seulement une harmonie personnelle, mais aussi une utilisation sociale de la propriété privée. La distribution des recettes des ventes aux nécessiteux est donc une partie intégrante de cette communauté et a le même rang que la prédication apostolique, la fraction du pain (où le sacrement et la nourriture ne sont pas encore séparés), la prière et la mission. Et c'est pourquoi la communauté, comme le dit le v. 47, (« ayant la faveur de tout le peuple ») a la sympathie du peuple juif.
Ces traits sont l'effet du Saint-Esprit répandu à la Pentecôte, et de la première prédication de Pierre. Celle-ci annonce centralement la Résurrection de Jésus-Christ, crucifié auparavant pour la faute de tous Ac.2,36. Elle se termine avec l'appel (Ac.2,38-40) : « Pierre leur répondit : "Repentez-vous, et que chacun de vous soit baptisé au nom de Jésus-Christ pour obtenir le pardon de vos péchés ; et vous recevrez le don du Saint-Esprit. [ … ] Sauvez-vous du milieu de cette génération perverse" ». Là-dessus s'ensuit un baptême de masse des auditeurs. Dans leur communauté de biens, on voit qu'ils ont reçu l'Esprit promis, et qu'ils suivent l'appel à la conversion.
Après d'autres succès missionnaires, Ac.4,32-35 revient au thème de la communauté de biens et explique sa nature et son but :
« La multitude des fidèles n’a qu’un cœur et qu’une âme ; nul n’appelle sien ce qu’il possède, mais tout est commun entre eux. [ … ] Car il n’y a parmi eux aucun indigent : tous ceux qui possèdent des terres ou des maisons les vendent et en apportent le prix aux pieds des Apôtres ; on le distribue ensuite à chacun, selon ses besoins. » Ainsi, la propriété privée reste formellement acquise, mais chaque baptisé abandonne selon les besoins ses droits de propriété au profit d'autres membres de la communauté. Luc désigne l'état ainsi atteint de la propriété commune par la tournure hapanta koina (tout en commun), analogue à l'idéal d'amitié hellénistique, si bien que la communauté des premiers chrétiens est et doit être aussi un modèle pour les non-juifs.
Après ces résumés, suivent des exemples :
- Ac.4,36–37 : « Un lévite originaire de Chypre, Joseph, surnommé par les apôtres Barnabé (ce qui se traduit Fils de consolation), possède un champ ; il le vend, en apporte l’argent et le dépose aux pieds des Apôtres. »
- Ac.5,1–11 raconte qu'Ananie et Saphire vendent ensemble un terrain, mais ils en retiennent pour eux-mêmes une partie du prix, et Ananie en apporte le reste aux Apôtres. Pierre lui demande alors : « Ananie, pourquoi Satan a-t-il rempli ton cœur au point que tu mentes au Saint-Esprit et que tu retiennes quelque chose du prix de ce champ ? Ne peux-tu pas sans le vendre, en rester possesseur ? et après l’avoir vendu, n’es-tu pas maître de l’argent ». Avec la conclusion que dans son cœur, ce n’est pas à des hommes qu'il ment, mais à Dieu. « En entendant ces paroles, Ananie tombe et expire ». La même chose arrive à sa femme Saphire, que Pierre confronte avec son acte.

Ces exemples font voir le contraste entre le comportement souhaitable, de consacrer tout le prix de vente d'un bien à la communauté, et celui condamné d'en retenir une partie pour soi. Selon les paroles de Pierre, la vente du terrain et le don sont volontaires, mais la soustraction d'une partie sont pour lui un mensonge à Dieu, parce que le donateur fait faussement croire qu'il donne tout le prix. Par là, il brise la communauté faite par le Saint-Esprit et qui doit venir au secours des nécessiteux. Ainsi, le prix de vente réel ne doit pas être tenu secret lors d'un don volontaire, ou un don annoncé à l'avance doit être fait en entier. Les Actes des Apôtres n'évoquent plus la communauté de biens par la suite.
La Bible mentionne que l'Église de Jérusalem s'est retrouvée dans la pauvreté et que Paul de Tarse a organisé une collecte auprès des autres Églises en leur faveur.

### Textes sur l'égalisation des possessions entre communautés
Selon Ac.6,1–7, la communauté de biens ne garantit pas toujours que tous soient servis : à la distribution quotidienne de nourriture, les veuves de judéo-chrétiens parlant grec sont omises. Une assemblée plénière de la communauté confie la distribution de la nourriture, jusqu'alors effectuée par les Apôtres, à un comité nouvellement élu de sept diacres.
Ils montrent qu'il y a là encore des besoins, si bien qu'une égalisation des possessions entre les communautés est introduite. Ac.11,27–30 évoque une telle collecte à Antioche. Selon Gal.2,10, le Concile de Jérusalem (vers 48) décide une collecte permanente pour la communauté originale, que Paul de Tarse veut récolter dans les communautés qu'il a fondées. Une raison probable est une famine qui règne dans la région vers les années 47/48. L'exemple de la communauté de biens de Jérusalem peut stimuler la collecte externe de dons.
Paul esquisse dans Rom.15,25–29 le don de ces collectes « pour les pauvres parmi les saints de Jérusalem (cf. Ac.24,17) » et écrit au sujet des donateurs : « [La Macédoine et l’Achaïe] le font volontairement ; aussi bien elles le leur doivent ; car si les Gentils ont part à leurs biens spirituels, ils doivent à leur tour les assister de leurs biens temporels. » Il comprend cette quête pour les pauvres non comme un service caritatif, mais comme un devoir théologique des Gentils convertis, en remerciement pour la mission de salut et pour renforcer leurs liens existants.
Dans 2 Cor. 8,1–15, Paul encourage la communauté de Corinthe à poursuivre leur collecte pour la communauté primitive : « Car vous savez la grâce de notre Seigneur Jésus-Christ, qui pour vous se fait pauvre, de riche qu’il est, afin de vous faire riches par sa pauvreté. [ … ] Car il ne faut pas qu’il y ait soulagement pour les autres, et détresse pour vous, mais égalité : dans la circonstance présente, votre superflu supplée à ce qui leur manque, afin que pareillement leur superflu pourvoie à vos besoins, en sorte qu’il y ait égalité, selon qu’il est écrit : "Celui qui recueille beaucoup n’a rien de trop, et celui qui recueille peu ne manque de rien" ». C'est ainsi que Paul reprend l'intention de la communauté de biens — compenser les besoins des pauvres au sein de la communauté chrétienne, et qu'il étend l'image de l'égalisation des possessions entre membres riches et pauvres de la communauté au comportement de toutes les communautés entre elles.

## Influences

### Antiquité tardive
Le christianisme primitif développe une hiérarchie et un point de départ vers une éthique à deux étages, qui exonère la plupart des chrétiens des commandements de Jésus. Les évêques de l'Église sont en même temps de gros propriétaires terriens. Le partage des biens avec les pauvres est laissé aux individus sous forme d'aumônes volontaires. Vers 300 naît en réaction à cet état de choses un monachisme chrétien, qui est surtout ramené à des motifs d'ascèse. L'historie Otto Gerhard Oexle, lui, y voit l'idée de vita communis inspirée par la communauté de biens de l'Église primitive comme raison d'émergence. Les anachorètes suivent l'exemple d'Antoine le Grand, qui donne tous ses biens en 305 et se retire comme ermite dans le désert. Pacôme le Grand fonde vers 325 le premier monastère chrétien cénobitique. Pour lui, l'Église primitive forme un motif déterminant, quoiqu'il n'introduise pas de communauté de biens. Les représentants du cénobitisme se réfèrent à Ac.2,44 et 4,32, pour se distinguer du modèle ascétique et fonder la communautarisation croissante comme forme correcte de la vie commune des chrétiens allant de pair avec la christianisation. Eusèbe de Verceil (283–371) introduit en 340 pour le clergé de sa ville une communauté de vie et de biens selon Ac.2.
Pour de nombreux Pères de l'Église, la communauté de biens de l'Église primitive est l'idéal de l'époque apostolique, à partir de quoi ils critiquent le luxe, la corruptibilité, les gains injustes, les intérêts (comme usure) et la cupidité. Et ils ne développent pas de théorie économique. Le prêtre Basile de Césarée, qui vit longtemps auparavant comme anachorète sans possessions, en 368, pendant une forte famine en Cappadoce, prêchant sur la base des textes de Luc dans le Nouveau Testament, exerce une critique virulente à l'égard des riches, qui exploitent le manque de nourriture pour faire monter les prix et restreindre l'offre de biens. Il exige une utilisation immédiate et sans restriction de leurs biens pour le bien général, la baisse des prix et des bas taux d'intérêt. À partir des dons courants, il organise une alimentation des pauvres organisée, et après cette aide immédiate, aménage un habitat pour les pauvres, pourvu dans la durée de nourriture et de soins médicaux. Son idée de base est que toute propriété privée appartient à Dieu, si bien que chaque privilégié n'est que son intendant et administrateur, et qu'il doit mobiliser tous les suppléments de gains au profit des pauvres. Grégoire de Nazianze et Grégoire de Nysse suivent ce principe nommé mécénat. Jérôme de Stridon légitime en 380 le monachisme cénobitique avec l'indication que les judéo-chrétiens d'Alexandrie et ailleurs pratiquent encore pendant des siècles la communauté de biens. Jean Cassien écrit sur Ac.2,44 : « Toute l'Église vivait ainsi alors, tandis qu'aujourd'hui, seuls quelques-uns qui se trouvent dans les monastères vivent cette vie. » Là, il idéalise l'Église primitive à l'opposé de celle de son temps.
Quand le christianisme devient religion d'État (380), la communauté de biens n'est plus en vigueur que dans des monastères isolés. La règle de saint Augustin formulée en 397 paraphrase Ac.2 : « C'est ce que nous vous proposons dans le monastère. Le premier but de votre vie commune est de cohabiter dans la bonne entente, et de former un cœur et une âme en Dieu. Donc n'appellez rien vôtre, mais que tout vous appartienne en commun (chap. 1). » Pour saint Augustin, la communauté de biens de l'Église primitive est la norme et le point de départ historique de la coexistence des chrétiens dans leurs communautés de vie (vita communis) et ainsi pour le comportement de tous les chrétiens. Il souligne cette norme en 407 dans des prêches contre les donatistes, auxquels il reproche une position égoïste, seulement intéressée par une perfection éthique personnelle.
La règle de saint Benoît (VIe siècle) demande aussi l'abandon de toutes les possessions privées de la part des moines concernés. La communauté de biens fonde ici aussi une économie communautaire et le devoir du travail commun journalier, rigoureusement réglé. L'administration de la propriété commune du monastère incombe exclusivement à l'abbé du monastère, est aussi liée à la hiérarchie de l'ordre, et ne tolère aucune critique de l'Église.

### Moyen Âge
Les ordres mendiants pratiquent une vive activité d'aumônes, amènent beaucoup de riches à donner de leurs biens et se félicitent en même temps de l'économie capitaliste qui se développe. Leurs conflits avec le clergé influencent les universités et conduisent à la formation d'ordres laïcs dans nombre de villes. Ils contribuent ainsi à la stabilisation du féodalisme médiéval.
Les ordres de franciscains fondés au XIe siècle encouragent aussi l'abandon des biens et la propriété communautaire. Surtout les frères mineurs conventuels relient cela plus fort que leurs prédécesseurs à une critique explicite des rapports de richesse et de puissance inégaux au sein de l'Église et de la société. Cependant, les attaques en vue de réaliser un mode de vie du clergé sans possession et un renoncement de l'Église à la richesse sont refusées par les papes.
La communauté de biens des ordres mendiants provoque au XIIIe siècle une querelle scolastique sur le rôle de la propriété privée : Thomas d'Aquin justifie la propriété privée et son héritage par le droit naturel, forme à droits égaux de la vie chrétienne en communauté de biens. Par contre, Jean Duns Scot considère la communauté de biens comme la forme normale, et ne convient que d'un droit d'usage sur les biens comme légitime, mais conteste le droit à la propriété privée, et l'interprète comme une composition inventée par les princes.
Des formes de critique ecclésiales et sociales de la communauté de biens surgissent souvent à partir du XIVe siècle. Vers 1370, naît aux Pays-Bas le mouvement des frères de la vie commune, qui ne veulent pas construire de nouvel ordre. Bien plus, ils considèrent leur communauté de biens comme un précepte direct de Jésus-Christ, seul « abbé » pour tous les chanoines réguliers. Pour eux, l'Église primitive forme l'exemple, comme enseignement apostolique, de forme de vie obligatoire de tous les chrétiens, clercs ou laïcs, engagés dans l'Église.

### Période de la Réforme
À partir du XVe siècle, il y a des tentatives pour une réforme radicale de l'Église et de la société, dont les représentants demandent souvent aussi la communauté de biens, et la réalisent parfois sur le plan local ou régional : par exemple les Taborites tchèques (1420) et Hans Böhm (1476).
À partir de 1520, au cours de la réforme protestante, des groupes d'anabaptistes entreprennent de tels essais. Ils sympathisent beaucoup avec les soulèvements de paysans et reprennent en partie leurs demandes pour les villes qu'ils ont réformées, comme Nicholas Storch, Thomas Müntzer et Hans Hergot en Saxe et Thuringe. À Zollikon (Suisse), un cercle autour de Conrad Grebel, Felix Manz et Wilhelm Reublin fonde en 1525, après leur expulsion de Zurich une communauté de biens communale.
Les anabaptistes diffusent en 1527 à côté de la Confession de Schleitheim, un ordre de communes qui doit établir la communauté de biens dans les futures communes anabaptistes. Cela comprend l'exigence d'un budget spécial pour secourir les pauvres en cas de malheur aigu. Le chef des paysans, Michael Gaismair, essaie sans succès d'imposer en 1526 au Tyrol un nouvel ordre de possessions fondé sur le christianisme. Hans Hut, un disciple de Müntzer, essaie sans succès d'établir une communauté de biens à Nikolsburg (Moravie) en 1527 contre le baptiste pondéré Balthazar Hubmaïer. Hut comprend la communauté de biens comme un dépassement du péché originel de la cupidité au sens des 7e et 10e commandements. Ses disciples la pratiquent aussi au sein de leurs familles et avec les fugitifs qu'ils accueillent chez eux. Ils fondent d'abord en 1528 à Austerlitz, puis en 1530 à Auspitz une communauté de biens et y représentent un pacifisme radical, incluant le renoncement à l'autodéfense armée.
À la suite des conflits internes sur ces thèmes, Jacob Hutter fonde en 1533 au Tyrol les premières fraternités huttériennes avec des habitations agricoles, des ateliers d'artisanat, des jardins d'enfants et des écoles. Hutter doit certes s'enfuir vers la Moravie dès 1535 ; mais alors que d'autres tentatives disparaissent rapidement, les huttériens peuvent préserver leurs communautés de biens jusqu'à présent. En particulier, entre 1556 et 1578 sous Peter Walpot, de nouvelles fraternités voient le jour. Pendant la forte répression de la Contre-Réforme, ils s'exilent en Hongrie, en Valachie et plus tard en Ukraine. Au XIXe siècle, des fraternités naissent aux États-Unis d'Amérique. D'autres exemples sont les Stäbler, rigoureusement pacifistes, les Gabrieler, fondés par Gabriel Ascherham, les Philipper, fondés par Philipp Plener,. Ces essais baptistes sont surtout envisagés comme des prémices d'un nouvel ordre social général attendu, mais ils ne veulent pas l'obtenir par la force. Seule la Révolte de Münster force la communauté de biens et la polygamie comme un devoir de tous les chrétiens de Munster par une nouvelle constitution.
En 1525, Martin Luther reproche aux paysans révoltés leur usage abusif de l'Évangile à des fins de changement social, et par là de mélanger les justices céleste et terrestre (Doctrine des deux royaumes). La grâce de Dieu transmise par le baptême est indépendante de la situation sociale. La communauté de biens de Ac.4,32-37 doit être volontaire et ne justifie aucune exigence sur autrui. Contrairement à cela, les paysans veulent conserver leur propriété et se faire une possession commune avec la propriété d'autrui.
Le pasteur d'Augsbourg Urbanus Rhegius présente en 1528 la théologie des baptistes et leur conduite de vie dans une polémique suscitée par le conseil de la ville, comme un pervertissement impie des croyants. Il interprète leur communauté de biens comme un simple moyen de procurer une sécurité matérielle à des vagabonds oisifs, comme une envie sociale, et une soif de possession déguisée. Il interprète leur aide aux pauvres comme une chaos déréglé par lequel ils essaient de se soustraire à l'ordre bourgeois. Le réformateur Johan Brentius, par contre, défend en 1528/30 les baptistes poursuivis : ils n'essaieraient, pas plus que les moines de l'Antiquité, de forcer tous les chrétiens à la communauté de biens ; celle-ci ne se laisserait pas mettre au rang de la sédition. Seule la véritable sédition, non celle présumée comme intention pour l'avenir, doit être punie. Jusqu'en 1525 les révoltes de paysans, et jusqu'en 1534 la plupart des communautés baptistes sont combattues par le massacre de dizaines de milliers de leurs adhérents. Cependant les baptistes s'en tiennent fermement à leur foi et à leur manière de vivre, qui est une attaque où ils risquent leur vie, envers la chrétienté médiévale.

### Temps modernes
Il y a d'autres communautés de biens chez des minorités chrétiennes poursuivies au XVIIe siècle, comme ches les Niveleurs pendant la première révolution anglaise (1642–1649). Leur porte-parole, Gerrard Winstanley fonde directement l'exigence d'exproprier tous les nobles anglais, et de remplacer l'ordre féodal par une propriété communautaire, sur la Bible, sans se référer aux théologiens continentaux. Le pasteur protestant français Jean de Labadie fonde à partir de 1668 dans quelques régions d'Europe du Nord des communautés de maison, qui partagent leurs revenus et leurs propriétés. Ses disciples, les 'Labadistes', émigrent aux États-Unis, achètent un terrain dans le Maryland et y fondent en 1683 une communauté paysanne. Elle est dirigée autoritairement par un « évêque » qui distribue à chacun les tâches du jour. Toute propriété privée est interdite, et la consommation est rationnée. Cette communauté échouerait en 1725 à cause de l'enrichissement personnel de son chef.
La quaker anglaise Ann Lee, après une expérience de visionnaire, vécue en 1758 en prison fonde un groupe nommé, d'après leurs danses extatiques Shakers. Les huit personnes du début émigrent en 1770 aux États-Unis et fondent près d'Albany une communauté de vie et de biens fondée sur le célibat, le pacifisme, la spiritualité et l'esprit missionnaire. Le groupe accueille des orphelins et des sans-abris, qui deviennent souvent membres. Jusqu'en 1826, il croît jusqu'à 18 communautés avec environ 6 000 membres, mais redescend jusqu'à quelques personnes en 2000.
La communauté russe des Doukhobors fonde vers 1740 en Tauride, sans doute par un quaker avec la permission du Tsar Alexandre Ier de Russie, une communauté de logement, de travail et de biens rigoureusement organisée. Ils punissent de mort les déserteurs et sont de ce fait exilés en Transcaucasie. Après plusieurs vagues de poursuites en raison de leur objection de conscience, Léon Tolstoï réussit à leur obtenir en 1886 la permission d'émigrer vers l'Amérique du Nord. Dans ses écrits tardifs, Tolstoï décrit la société du futur qu'il a espérée, communauté de biens qui supprimerait l'État, l'armée, la propriété privée, le commerce et la division du travail industrielle. Il déclenche ainsi vers 1900 le mouvement tolstoïen qu'il n'a pas fondé, et qui aspire à une anarchie pacifiste,.
Philipp Jacob Spener, dans son ouvrage Pia desideria (1675) appelle la propriété communautaire l'idéal de vie chrétienne, selon Ac.2; 4. Le théologien Gottfried Arnold développe cet idéal comme critique à l'encontre de l'histoire de l'Église jusqu'alors, dans son « Histoire sans parti de l'Église et des hérétiques » (1699). Depuis lors, la communauté de biens de l'Église primitive reste un modèle pour des piétiste réformateurs sociaux, comme Ernst Christoph Hochmann von Hochenau et Friedrich Christoph Oetinger. Dans son ouvrage « Die güldene Zeit » (1759), Oetinger identifie le Royaume millénaire du Christ avec l'idée païenne de l'Âge d'Or : le XIXe siècle apportera un ordre du monde démocratique, où l'argent, l'État et la propriété privée auront disparu. Son œuvre inspire en 1824 la fondation de la colonie piétiste de Wilhelmsdorf en communauté de biens.
Le tisserand influencé par le piétisme Johann Georg Rapp (en) (1757-1847) fonde en 1805 en Pennsylvanie (États-Unis) la communauté agricole des harmonistes (Harmony Society (en)), qui existe sous le nom de New Harmony de 1814 à 1824 dans l'Indiana, puis jusqu'en 1916 sous le nom d'« Économie » à Ambridge (Pennsylvanie). Les membres, initialement environ 800, à la fin encore environ 150 membres vivent dans le célibat, et transmettent tous leurs droits de possession à un comité présidé par Rapp. La communauté se divise en 1832 en raison de conflits de direction et évolue à partir de 1840 en une simple coopérative de production : Old Economy Village (en).
Dans l'Église de Jésus-Christ des saints des derniers jours (Mormons) Joseph Smith fonde en 1831 l’United Order of Enoch, dont les membres vivent en communauté de biens. L'ordre influence l'établissement des Mormons dans le Missouri et l'Utah.

### XXesiècle
Inspirés par les socialistes religieux et les huttériens, auxquels ils ont adhéré au début, le couple Eberhard et Emmy Arnold fondent en 1920 à Sannerz (Hesse) le premier Bruderhof (fraternité). Les fraternités fondent d'autres colonies aux États-Unis, au Paraguay et en Australie, qui pratiquent jusqu'aujourd'hui la communauté de biens. Hans et Wally Klassen, Mennonites émigrés de Russie et tolstoïens, appartiennent à la communauté de Sannerz. En 1923, ils fondent à Sonnefeld (Haute-Franconie) une colonie dont les membres — pour la plupart des quakers — pratiquent la communauté de biens et un végétarisme strict, et élèvent des orphelins,.
En 1943, Chiara Lubich fonde à Loreto une communauté de vie pour femmes qui font le vœu de pauvreté, de chasteté et d'obéissance quotidienne à Jésus. Il en sort le mouvement des Focolari : tout d'abord mouvement de laïcs catholiques, il devient aujourd'hui interconfessionnel et interreligieux. Une partie de ses membres vit en célibat dans des communautés d'habitation, en exerçant des professions habituelles, mais reversent tous leurs revenus dans une caisse de groupe. Les surplus sont versés à une caisse centrale à Rome, d'où l'on achète des biens nécessaires à la survie, et où on les distribue aux endroits où ils manquent.
Après 1945 naissent en Europe des communautés protestantes ou œcuméniques, prenant pour modèle la communauté de biens de l'Église primitive et qui se considèrent donc comme parties de l'Église, et non comme des groupes séparés hors de l'Église (sectes). Frère Roger, fondateur et premier prieur de la Communauté de Taizé, réformée et œcuménique, y introduit en 1949 une communauté de biens, liée au célibat et à une stricte obéissance. Une forme de vie fondée sur Ac.2 dans le cadre de l'Église orthodoxe est aussi suivie par la Fraternité de Jésus œcuménique, fondée en 1961.

## Recherche
Dans la recherche sur le Nouveau Testament, les textes sur la communauté de biens de l'Église primitive sont discutés depuis le XIXe siècle. Les questions posées portent sur leur signification dans leur contexte propre, les analogies contemporaines, les rapports bibliques, leurs formes d'organisation approchées, leur historicité, leur efficacité et leur signification actuelle.

### Analogies antiques
La communauté de biens est une utopie sociale répandue dans l'Antiquité longtemps avant la chrétienté,. Depuis les Histoires d'Hérodote (v. 460 av.J-C) quelques historiens de l'Antiquité attribuent la communauté de biens à des peuples naturels passés qui ne connaissent pas l'argent comme moyen d'échange. D'autres auteurs les décrivent comme parties de communautés fictives, préhistoriques ou perdues qui auraient réalisé des idéaux éthiques. Ce genre d'utopies projetées dans le passé est courant à l'époque hellénistique comme contre-exemple au présent d'alors.
C'est surtout à Pythagore qu'on attribue souvent une société idéale de philosophes qui pratiquerait aussi la communauté de biens. Dans son dialogue Timée (v. 360 av. J.-C.), Platon rapporte à Pythagore la maxime qui nous est parvenue : « Ce qui appartient aux amis est commun. » Aristote rapporte la maxime (Éthique à Nicomaque, 1159b) : « Le bien des amis est commun. » Cette tournure se trouve aussi dans les Codex XII : Sentences de Sextus (~180–200), qu'un auteur anonyme a rassemblées de plus anciennes sources hellénistiques (surtout du platonisme et de la Stoa). Antoine Diogène écrit sur Pythagore (vers 200) : « Il aime les amis hors de la mesure, si bien qu'il défend l'idée que tout est commun entre amis ta ton filon koina, et l'ami est un alter ego. » Jamblique écrit dans son texte Sur la vie pythagoricienne (~300) : « L'origine de la justice est maintenant la communauté, le droit égal et un lien par lequel tous ressentent la même chose comme dans un seul corps et une seule âme, et définissent pareillement le tien et le mien [ … ] Pythagore met cela en œuvre au mieux en tout homme, en supprimant de la manière d'être de ses disciples le lien à la propriété privée, et ainsi en renforçant le sens du bien commun ».
Beaucoup de chercheurs supposent que Luc connait l'antique idéalisation des pythagoriciens, et qu'elle influence son style de parole (p.ex. koinonia « un cœur et une âme », hapanta koina « ils ont tout en commun »). Martin Hengel (1996), Gerd Theißen (2008) et d'autres spécialistes du Nouveau Testament supposent que Luc reprend la tournure hapanta koina littéralement de la sagesse orale hellénistique courante de l'époque. Selon Matthias Konradt (2006), il la reprend de l'éthique de l'amitié hellénistique. Selon Niclas Forster (2007), il stylise sciemment les résumés de Ac.2/4 selon le modèle littéraire alors usuel des communautés idéales.
La communauté de biens fait partie de quelques variantes de l'utopie antique de l'Âge d'or. Des auteurs romains comme le poète Virgile voient cet âge né avec l'empereur Auguste (Énéide, 29-19 av. J.-C.). Mais ils abandonnent la caractéristique transmise de la communauté de biens, évidemment parce qu'elle contredit trop clairement la réalité. Par opposition, Ac. 2/4 souligne la communauté de biens dans l'Église primitive : éventuellement en contraste conscient avec l'environnement romain, de même que l'histoire de la naissance de Jésus par Luc avec des titres de noblesse impériaux le désignent comme le (vrai) « sauveur » et porteur de la « paix sur la Terre ». De telles « allusions anti-impériales » sont le trait fondamental du double langage de Luc.
Dans l'antiquité judaïque, on connait aussi la communauté de biens. Quelques manuscrits de la mer Morte, la Règle de la communauté ou le Document de Damas (daté de 180 av. J.-C.), décrivent une communauté jusqu'à la fin des temps de « prêtres » qui doivent, selon Éz.44,28 (« Vous ne leur donnerez point de possession en Israël, c’est moi qui suis leur possession. »), donner tous leurs biens à leur entrée dans ce groupe. Ces textes contiennent d'autres parallèles à Ac. 2/4, comme un baptême par l'eau comme condition d'acceptation, un comité de direction de 12 laïcs et 3 prêtres. À la différence d'Ac. 2/4, ils insistent sur l'habitation en commun dans des maisons communes, la formation d'un solide bien commun par versement des salaires dans une caisse commune et un programme d'assistance solidement organisé. On débat pour savoir si le groupe décrit a existé et s'il a vécu dans la colonie historique proche de Qumrân.
Au Ier siècle, les auteurs juifs influencés par l'époque hellénistique présentent les Esséniens supposés de manière analogue aux Pythagoriciens. Flavius Josèphe écrit « Ce sont des contempteurs de la richesse, et leur sens de la communauté est remarquable. Leur loi veut que ceux qui entrent dans la secte se départent de leurs biens au profit de l'ordre, si bien que chez eux, jamais ni la modicité de la pauvreté ni la supériorité de la richesse ne paraît, mais après la mise en commun des possessions de chacun, il n'y a qu'une richesse pour tous comme c'est le cas pour des frères … Les administrateurs du bien commun sont élus, et chacun sans distinction est forcé de servir pour tous ».
Philon d'Alexandrie écrit : 
« Ils montrent leur amour des hommes par leur bienveillance, leur égalité de droits … et la vie en commun (koinonia) … : tout d'abord, aucune maison n'est la propriété d'une seule personne, sans que cela soit en fait la maison de tous ; car, outre qu'ils vivent en fraternités … leur maison reste ouverte aussi aux membres de la même secte qui viennent d'ailleurs. … Ainsi ils ont une caisse commune pour tous et les dépenses communes. Les vêtements et les vivres sont communs ; et ils ont adopté l'usage des repas communautaires. On ne trouve vraiment nulle part mieux réalisé le partage du même toit, de la même manière de vivre et de la même table. Et la raison pour cela est la suivante : tout ce qu'ils gagnent comme salaire quotidien, ils ne le gardent pas pour eux, mais le déposent devant tous, afin qu'il reste à la disposition commune pour ceux qui veulent s'en servir. »
Ces descriptions typiques d'un idéal valent comme des critiques littéraires de la civilisation. Bien que l'on ne puisse pas prouver une influence directe sur Ac. 2/4, on suppose que Luc connaît la communauté de biens par le judaïsme hellénistique d'alors. Selon Martin Honecker, Ac. 2/4 ne contient cependant aucun reproche contre la richesse et la propriété privée.